# اوبروایلر-تیفنباخ
اوبروایلر-تیفنباخ (به آلمانی: Oberweiler-Tiefenbach) یک شهر در آلمان است که در Lauterecken-Wolfstein واقع شده‌است. اوبروایلر-تیفنباخ ۳۱۱ نفر جمعیت دارد.